# Rechtsschutzverein für die bergmännische Bevölkerung des Oberbergamtsbezirks Bonn

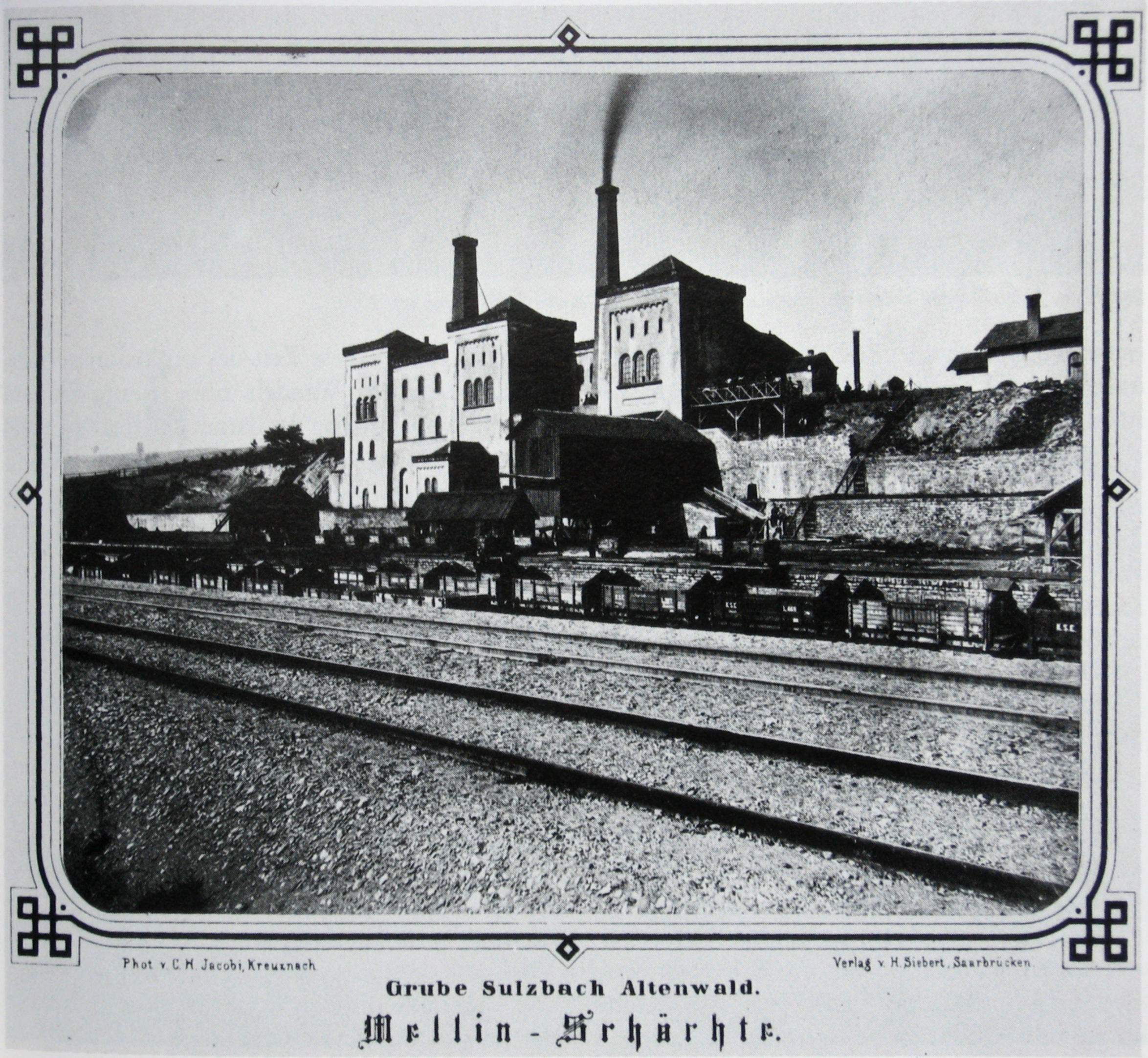
Grube Altenwald, 1866

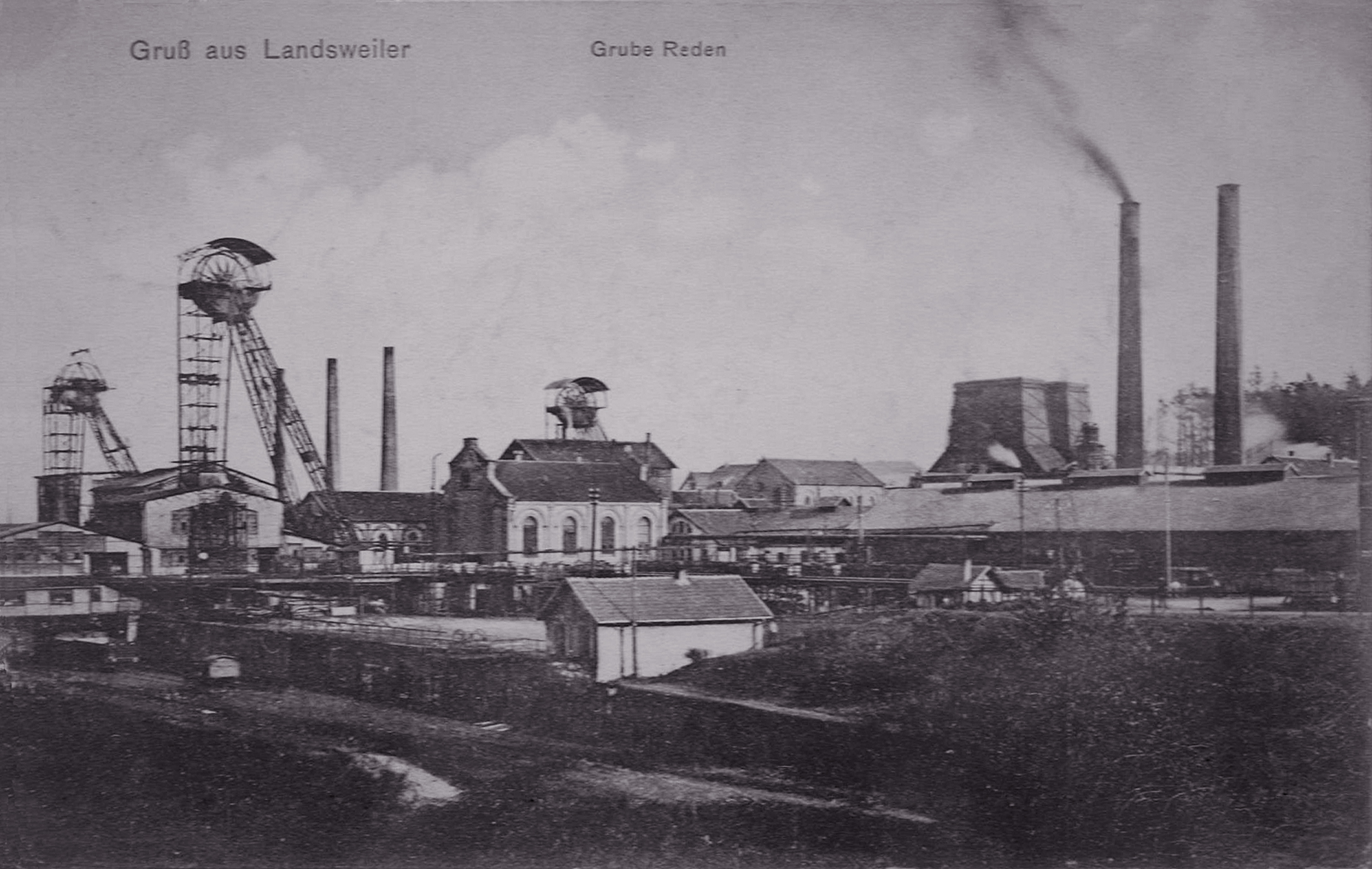
Grube Reden, ca. 1900

Der Rechtsschutzverein für die bergmännische Bevölkerung des Oberbergamtsbezirks Bonn war ein gewerkschaftsähnlicher Zusammenschluss der Bergarbeiter an den Gruben des Saarreviers. Er war eine der ersten deutschen Bergarbeitergewerkschaften, bestand aber nur sieben Jahre vom 4. August 1889 bis zum 27. August 1896. Das Saargebiet war kurze Zeit vorher mit seinen Kohlegruben dem Preußischen Bergfiskus zugeteilt worden und gehörte zum Amtsbezirk Bonn. Historisch korrekt ist die Bezeichnung ohne Fugen-s im Wort Rechtsschutzverein, was sich aber im Laufe der Jahrzehnte verschliffen hat.

## Vorgeschichte
Bereits zu Beginn des 19. Jahrhunderts gab es Zusammenstöße zwischen der jungen preußischen Bergwerkverwaltung und ihren Bergleuten. Grund waren die Bestrebungen des Arbeitgebers, unterschiedliche Lohngruppen für Hauer und Schlepper zu bilden. Der Arbeitskampf an den Gruben Großwald und Klarenthal verzögerte die Ziele des Bergfiskus um drei Jahre.
Zwischen 1856 und 1875 kam es im Industrierevier Saar zu zwanzig Arbeitseinstellungen: S. 44 Die sogenannte „sozialdemokratische Agitation“, die ebenfalls den Streik als Kampfinstrument einzusetzen bereit war, wurde anfangs erfolgreich von den Behörden und Unternehmern unterdrückt. Im Grunde war diese Auseinandersetzung zwischen abhängig Beschäftigten und Produktionsmittelbesitzern bereits ein wirkmächtiger Klassenkampf.: S. 6

## Geschichte

### Politische und wirtschaftliche Entwicklung ab 1870
Nach vielen ruhigen Jahren begannen erst in den 1870er-Jahren wieder vereinzelt Arbeitskämpfe, die jedoch lokal begrenzt blieben. Grund für die erneut zunehmende Streikwilligkeit war einerseits die neue Reichsgewerbeordnung (RGO), die der Norddeutsche Bund mit seiner Reichstagssitzung vom 21. Juni 1869 beschlossen hatte. Darin hielt sie im Paragrafen 152 fest: „Alle Verbote und Strafbestimmungen gegen Gewerbetreibende, gewerbliche Gehilfen, Gesellen oder Fabrikarbeiter wegen Verabredungen und Vereinigungen zum Behufe der Erlangung günstiger Lohn- und Arbeitsbedingungen, insbesondere mittelst Einstellung der Arbeit oder Entlassung der Arbeiter, werden aufgehoben.“ Das Gesetz trat zum 1. Januar
1870 in Kraft.
Andererseits stieg die Unzufriedenheit, weil die wirtschaftlichen Erfolge aus der Gründerzeit heraus sich in keiner Weise in Form von Lohnerhöhungen o. Ä. für die Arbeiter niederschlugen. Die Löhne stiegen nur mit der Förderleistung durch technische Verbesserungen, aber auch höhere Arbeitsbelastung und stärkere Antreiberei. Hatten die Bergleute angesichts der angespannten Wirtschaftslage das zeitweise Absinken ihres Lebensstandards und die Verschlechterung der Arbeitsbedingungen noch hingenommen, gab das Gefühl, vom Ende der Achtzigerjahre einsetzenden Aufschwung ausgeschlossen zu sein, den Ausschlag zum Widerstand. Nach Delf Slotta stagnierte die Entwicklung gar bis 1895. Streiks in anderen Bergbaurevieren wie dem Ruhrgebiet, dem Kohlebecken Belgiens, Nordfrankreichs und auf den Zechen Großbritanniens waren für die Bewegung zu einem Achtstundentag sowie einem höheren Organisationsgrad der Belegschaft bereits eingetreten und blieben auch an der Saar nicht unbemerkt. Ein eingeforderter Empfang bei Kaiser Wilhelm II. galt bei den überwiegend katholischen, kaiser- und staatstreuen Saarbergleuten als Hoffnungszeichen und ließ sie noch abwarten.

### Vorgänge auf den Gruben
Doch der Unmut der Arbeiter, der sich in den Unruhen ab Anfang 1889 ausdrückte, eskalierte erneut. Dies war „die erste ernsthafte Erschütterung der Verhältnisse zwischen Arbeitgebern und Arbeitern, wie sie im Saargebiet traditionell geworden waren“, schreibt Karl-Alfred Gabel 1921 in seiner zusammenfassenden Geschichte der Hüttenarbeiterorganisationen.
Die Forderung der Bergarbeiter wurde am 17. Mai 1889 von der Bergwerksdirektion auf großformatigen Plakaten an den Mauern der Schachtanlagen mit den Worten „Verkürzung der Schicht bei der Kohlengewinnung auf acht Stunden … ist jedoch auf den hiesigen Gruben nicht möglich“ quittiert, was die Bergleute als Hinhaltemanöver verstanden; schließlich war diese Forderung auf 170 Gruben an der Ruhr inzwischen umgesetzt!
In den Folgetagen kam es immer wieder zu kleineren Zusammenkünften und Kundgebungen der aufgebrachten Bergarbeiter. Eine nicht angemeldete Versammlung am 19. Mai mit 300 Männern auf der Grube von der Heydt wurde polizeilich aufgelöst.: S. 106 Trotz einer ersten Streikandrohung von 3000 Bergleuten am 21. Mai in Altenwald blieb es jedoch zunächst noch ruhig. Auf dieser Versammlung sprach auch Oberberghauptmann August Huyssen, der mit 10-stündiger Arbeitszeit einschließlich Ein- und Ausfahrt nach wie vor keine weitergehenden Zugeständnisse zu machen bereit war. Auch eine andere, den Bergleuten wichtige Forderung, die Offenhaltung der Stollentüren, sicherte er nicht zu.
Am 22. Mai versammelten sich im Friedrichsthaler Ortsteil Bildstock bereits 15.000 Bergarbeiter zu einer Beratung. Ihre Geduld war erschöpft, und man beschloss fast einstimmig, am nächsten Morgen „die Arbeit niederzulegen, bis eine feste, regelrechte Ordnung den Leuten gedruckt in die Hände gegeben würde“.: S. 107 Am Tag darauf erschienen die Bergleute zwar in den Zechensälen, fuhren aber nicht in die Schächte ein, nachdem klar wurde, dass ihre Forderungen nicht erfüllt würden. Dieser erste größere Streik im Saarrevier betraf an diesem Tag 11.500 Bergleute der Zechen Altenwald, Dechen, Friedrichsthal, Heinitz, Itzenplitz, Maybach und Reden. Die Streikquote betrug in den ersten Tagen etwa 45 Prozent, hatte am 28. Mai ihren Höhepunkt und ging ab dem 31. Mai deutlich zurück. In Gerhard, Heydt und Kronprinz wurde gar ohne Streikbeteiligung weitergearbeitet. Kesternich erklärt dies mit der Unerfahrenheit und mangelnder Koordination, insbesondere im unteren Revier.:S. 32
Die Bergwerksdirektion machte nach dem gescheiterten Versuch der Streikkommission, nach westfälischem Vorbild eine Anhörung beim Kaiser zu bewirken, nur geringe Zugeständnisse und änderte die Arbeitsordnung. Danach dauerte die Schicht einschließlich Ein- und Ausfahrt jetzt nur noch zehn statt zwölf Stunden. Dieser Teilerfolg wurde von den Streikenden akzeptiert. Dieser Streik kaisertreuer, konservativer Arbeiter änderte das politische Klima. Mallmann bescheinigte den Bergleuten „die umfangreichste gewerkschaftliche Aktion im Deutschland des 19. Jahrhunderts überhaupt“.: S. 112 Die Zahl von 100.000 Streikenden bedeutete mehr kämpfende Arbeiter als jemals zuvor seit Erlass des Sozialistengesetzes.: S. 34

### Gründung und Ende des Rechtsschutzvereins

Inserat in der Völklinger Zeitung vom 31. Juli 1889

Vor allem die Erkenntnis großer Organisationsdefizite bei der Steuerung des Streikes dürfte die Streikführer zu einer professionelleren Konfliktbewältigung mit der Bergwerksdirektions bewogen haben. Der drei Jahre zuvor von Johannes Fusangel in Bochum gegründete Rechtsschutzverein für die bergmännische Bevölkerung des Oberbergamtsbezirks Dortmund, der sich mit seinen Forderungen bei dem Bergarbeiterstreik von 1889 bewähren konnte, dürfte dabei Vorbild gewesen sein, übernahm man doch dessen Satzung nahezu wortwörtlich. Zudem stand diese gewerkschaftsähnliche Arbeitervertretung auf der Tagesordnung der Bildstocker Vorstandssitzung vom 21. Juli 1889, die sich aus den Streikführern zusammensetzte. An diesem Tag wählte sie auch die Vertrauensmänner für eine ähnliche Vereinsgründung wie im Ruhrgebiet. Die Gründungsversammlung fand am 28. Juli in Bildstock statt. Am 4. August wurde der neue Verein in Völklingen vor rund 300 Bergleuten präsentiert. Der Sitz des Vereins wurde „zur Vermeidung von Kosten“ auf Bildstock festgelegt, weil dort die meisten der gewählten Vertreter wohnten und arbeiteten. Erster Präsident wurde Nikolaus Warken, sein Stellvertreter Matthias Bachmann. Vier Monate später waren bereits über sechseinhalb Tausend Mitglieder registriert, am 31. Oktober des Folgejahres fast 19.000.: S. 34 Im Sommer 1891 war – je nach Quelle – mit 20.000 oder 24.000 der Höhepunkt erreicht, eine Mitgliederquote von 67 bis 81 Prozent aller Bergleute. Diesen hohen Organisationsgrad gab es sonst in keinem anderen deutschen Bergrevier.: S. 24
In dieser Zeit wuchs das Selbstbewusstsein der Mitglieder des Rechtsschutzvereins, wobei Großveranstaltungen wie die Versammlung von 15.000 Bergarbeitern im Tivoli, dem späteren Gewerkschaftshaus, das ihrige dazu beigetragen haben dürften. Diese Versammlung, die behördlicherseits auf 1000 Personen beschränkt werden sollte, gilt heute als eine immense Machtdemonstration seitens der Arbeiter und allein durch ihr Zustandekommen als ein herausragendes Ergebnis.: S. 17 Am Ende des Jahres 1889 waren zwar nicht die Ziele der Bergarbeiter erfüllt worden, aber mit der allgemeinen Schichtverkürzung um eineinhalb bis zwei Stunden und der einheitlichen Arbeitsordnung für alle Teile des Reviers, mit einer wesentlichen Lohnaufbesserung und der Einführung von Arbeiterausschüssen, den sogenannten Schachtvertrauensmännern, fühlte man sich auf dem richtigen Weg. Doch es gab auch immer wieder Rückschläge und neue Arbeitskämpfe. Hinzu kam eine schikanöse Verleumdungskampagne, in der missliebige Vorstandsmitglieder wegen angeblicher Beleidigung von Bergbeamten angeklagt und zum Teil zu drakonischen Strafen von bis zu sechs Monaten Haft verurteilt wurden.: S. 42

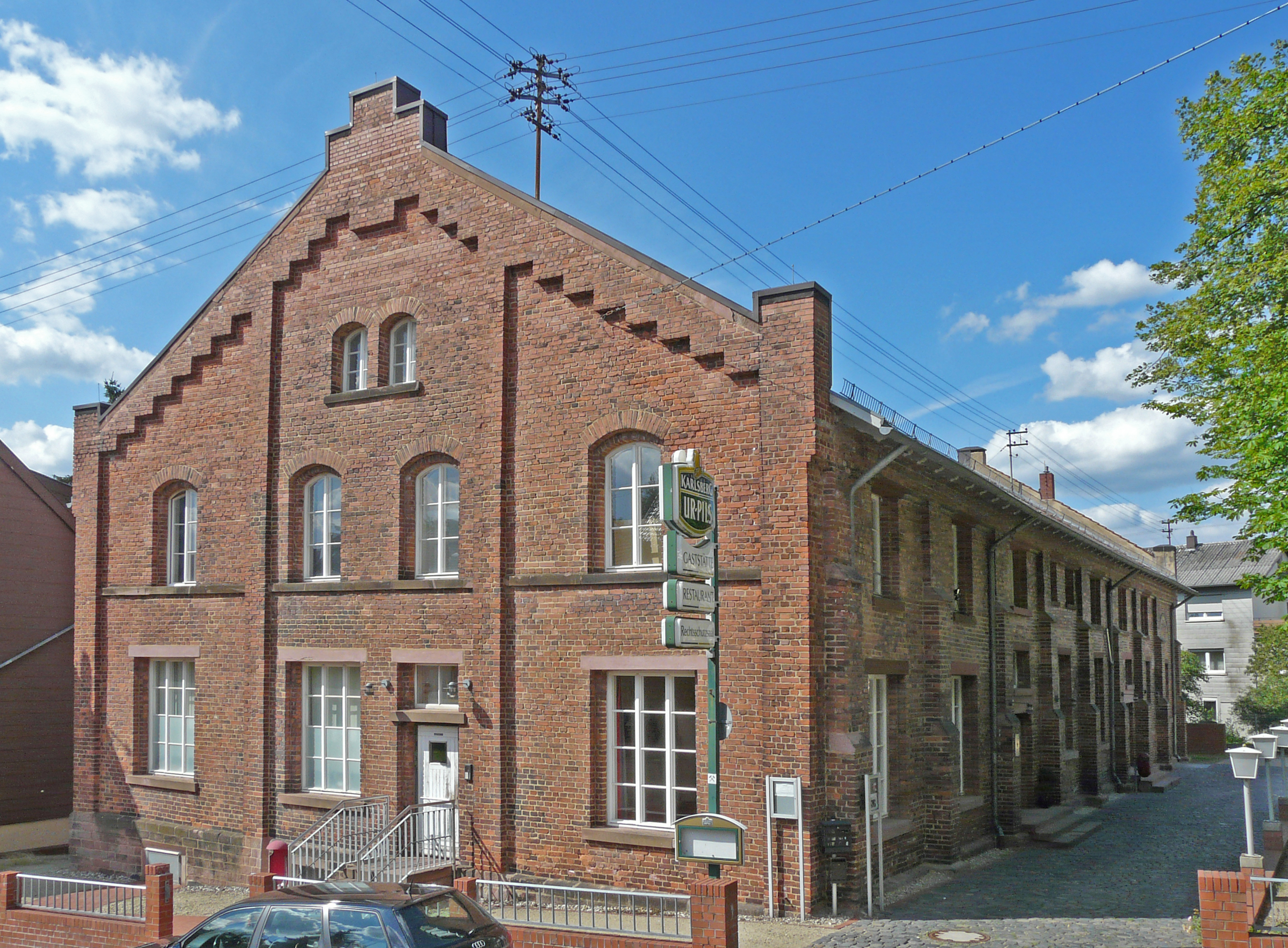
Rechtsschutzsaal in Bildstock

Auf diesem Höhepunkt der Existenz des Rechtsschutzvereins wurde am 10. Mai 1891 der Grundstein für den Rechtsschutzsaal in Bildstock gelegt, ein eigenes Vereinsheim mit Versammlungsmöglichkeit für bis zu 1000 Personen.
Enttäuschungen über Entscheidungen einzelner Staatsdiener, insbesondere der Direktion des Bergfiskus, und ein Wechsel der Haltung der katholischen Kirche radikalisierten die überwiegend wertkonservativ-national eingestellten Bergleute immer mehr und machten sie zu Sozialdemokraten, die zu Recht auf ihre allmählich erworbenen Errungenschaften pochen konnten. Weiter demoralisiert wurden die Bergarbeiter durch einen Hirtenbrief des Trierer Bischofs Korum, der sie am 30. Dezember 1891 und am darauffolgenden Sonntag zu dem „gesetzlich geordneten Weg“ ermahnte, statt sie in ihrem gerechten Kampf zu unterstützen und die Betriebsbesitzer zu tadeln. Ein weiterer Streik, der ausbrach, weil die Bergwerksdirektion nicht bereit war, einzelne Paragrafen im Sinne des Rechtsschutzvereins zu ändern, spielte den Herrschenden in die Hände. Sie waren nämlich inzwischen gegen mehrwöchige Streiks durch große Kohle- und Koksvorräte und Liefervereinbarungen mit Belgien gerüstet. Alfred von Bake, Landrat von Saarbrücken, meinte lakonisch zu den Streikbeschlüssen: „Bei den augenblicklichen schlechten Absatzverhältnissen würde ein Ausstand der Bergverwaltung kaum sehr unerwünscht kommen, die Bergleute würden über kurz oder lang doch nachgeben müssen.“: S. 289
Insgesamt verloren 2457 Arbeiter während des nachfolgenden Arbeitskampfes vom 30. September 1892 bis zum 17. Januar 1893 ihre Arbeitsstelle und wurden nachfolgend aus disziplinarischen Gründen auch nicht wieder eingestellt. Viele Kumpel mussten ihre Häuser verkaufen und gingen zurück in ihre Heimat, andere wanderten in die Vereinigten Staaten aus oder ins benachbarte Ausland. Bis zum 25. März hatten bereits 10.500 Mitglieder ihrem Verein den Rücken gekehrt, Mitte Juni 1893 waren es schon knapp 20.000. Der Verein wurde am 27. August 1893 aufgelöst, der Rechtsschutzsaal verkauft, und die Arbeiterbewegung existierte nicht mehr. Die endgültige Liquidierung zog sich bis 1896 hin.
Die seinerzeit in Völklingen gefassten Beschlüsse waren Programm des Rechtsschutzvereins und sind unter der Bezeichnung Völklinger Beschlüsse in die Geschichte eingegangen als richtungsweisend für die Zielsetzung in der Auseinandersetzung zwischen Arbeitgebern und Arbeitnehmern. Mit der Aufnahme von etwa 1100 Maschinen- und Werkstattarbeitern der Saargruben im Juni 1890 in den Rechtsschutzverein waren alle Werktätigen in einer Arbeitnehmervertretung repräsentiert.: S. 79
Erst nach dem Tod Carl Ferdinand von Stumm-Halbergs im März 1901 keimte mit dem Gewerkverein Christlicher Bergleute wieder eine nennenswerte Arbeitnehmervertretung auf.: S. 4